# У Сі
У Сі (кит.: 吳曦, нар. 19 лютого 1989, Шицзячжуан) — китайський футболіст, півзахисник клубу «Цзянсу Сунін» і національної збірної Китаю.

## Клубна кар'єра
У дорослому футболі дебютував 2008 року виступами за команду клубу «Шицзячжуан Тяньгун» з рідного міста, в якій провів один сезон.
Своєю грою за цю команду привернув увагу представників тренерського штабу клубу «Шанхай Шеньхуа», до складу якого приєднався 2009 року. Відіграв за команду з Шанхая наступні чотири сезони своєї ігрової кар'єри. Більшість часу, проведеного у складі «Шанхай Шеньхуа», був основним гравцем команди.
До складу клубу «Цзянсу Сайнті» приєднався 2013 року. Відтоді встиг відіграти за команду з Нанкіна понад 50 матчів в національному чемпіонаті.

## Виступи за збірну
2011 року дебютував в офіційних матчах у складі національної збірної Китаю. Наразі провів у формі головної команди країни 23 матчі, забивши 2 голи.
У складі збірної був учасником кубка Азії з футболу 2015 року в Австралії. На цьому турнірі відзначився голом у ворота національної збірної Узбекистану, який дозволив китайцям виграти матч проти узбецької команди (2:1) та забезпечити собі вихід до стадії плей-оф змагання,

## Титули і досягнення
- Чемпіон Китаю (1):

«Цзянсу»: 2020
- Володар Кубка Китаю (2):

«Цзянсу»: 2015
«Шанхай Шеньхуа»: 2023
- Володар Суперкубка Китаю (3):

«Цзянсу»: 2013
«Шанхай Шеньхуа»: 2024, 2025